# Nadawca
Nadawca – wprowadzający do obiegu publicznego określone przekazy i ponoszący za to odpowiedzialność prawną
Oznacza dostawcę usług medialnych. Jest to osoba fizyczna, osoba prawna lub osobowa spółka handlowa, która tworzy i zestawia program oraz rozpowszechnia go lub przekazuje innym osobom w celu rozpowszechniania.